# チャウ群
代数幾何学のチャウ群（チャウぐん、英: Chow group）とは、任意の体上の代数多様体に対して定義される、位相空間のホモロジー群の代数幾何学的な類似物である。単体や胞体から単体ホモロジー群や胞体ホモロジー群を作るのと同じやり方で、チャウ群は部分多様体（いわゆる代数的サイクル）から作られる。多様体が滑らかな場合にはチャウ群は（ポアンカレ双対性によって）コホモロジー群と思うこともでき、交叉積と呼ばれる乗法を持つ。チャウ群は代数多様体に関する豊富な情報を持つが、一般的に計算するのは困難である。